# Barbus laticeps
Barbus laticeps är en fiskart som beskrevs av Pfeffer, 1889. Barbus laticeps ingår i släktet Barbus och familjen karpfiskar. IUCN kategoriserar arten globalt som sårbar. Inga underarter finns listade.